# Napoli Calcio a 5 2014-2015
Questa pagina raccoglie i dati riguardanti il Napoli Calcio a 5, squadra di calcio a 5 militante in serie A, nelle competizioni ufficiali del 2014-2015.

## Calciomercato

### Sessione estiva
| Rafael Adami  | Santa-Cruzense |
| Eduardo Costa | Reggiana       |
| Mario Gazolli | Helvecia       |
| Marcelinho    | Fabrizio       |
| Marcel Simon  | América Tapera |
| Andrea Sinno  | Reghinna Minor |

| Gonzalo Abdala         | Boca Juniors |
| Rodrigo Bertoni        | Policoro     |
| Gianluca Brancati      | Alma Salerno |
| Antonio Campano        | Partenope    |
| Evandro                | Chrudim      |
| Jader Fornari          | Pinocho      |
| Leandro Garcia Pereira | Pescara      |
| Luis González          | Boca Juniors |
| Noro                   | svincolato   |
| Antonio Pipolo         | Saviano      |
| Altre operazioni       |              |
| Attilio Arillo         | Partenope    |
| Evandro Barros Pereira | Kaos         |
| Luigi Calabrese        | Alma Salerno |
| Pasquale Simeone       | Partenope    |

### Sessione invernale
| Rodrigo Bertoni | Policoro         |
| Javi Rodríguez  | Uruguay Tenerife |
| Franciel Soso   | Odissea 2000     |
| Pedro Toro      | Uruguay Tenerife |
| Alejandro Vega  | Real Rieti       |

| Rafael Adami  | Lecco      |
| Eduardo Costa | Lecco      |
| Mario Gazolli | svincolato |
| Marcelinho    | Isola      |
| Marcel Simon  | Prato      |

## Rosa 2014-2015
| N° | Naz.                | Ruolo | Sportivo          | Anno     |  |  |
| -- | ------------------- | ----- | ----------------- | -------- |  |  |
| 1  | Paraguay (bandiera) | POR   | Mario Gazolli     | 26.10.86 |  |  |
| 1  | Brasile (bandiera)  | POR   | Franciel Soso     | 19.10.79 |  |  |
| 2  | Italia (bandiera)   | PIV   | Gennaro Galletto  | 12.12.93 |  |  |
| 5  | Brasile (bandiera)  | LAT   | Eduardo Costa     | 05.05.87 |  |  |
| 5  | /                   | DIF   | Rodrigo Bertoni   | 01.12.78 |  |  |
| 6  | Italia (bandiera)   | DIF   | Vincenzo Botta    | 03.09.84 |  |  |
| 9  | Brasile (bandiera)  | LAT   | Marcel Simon      | 25.10.80 |  |  |
| 9  | Spagna (bandiera)   | LAT   | Javi Rodríguez    | 20.03.89 |  |  |
| 10 | Italia (bandiera)   | LAT   | Vincenzo Milucci  | 13.07.92 |  |  |
| 13 | Brasile (bandiera)  | LAT   | Bico              | 08.07.85 |  |  |
| 15 | Brasile (bandiera)  | DIF   | Rafael Adami      | 22.08.87 |  |  |
| 17 | Italia (bandiera)   | POR   | Andrea Sinno      | 29.03.80 |  |  |
| 19 | Brasile (bandiera)  | LAT   | Marcelinho        | 05.08.89 |  |  |
| 19 | Spagna (bandiera)   | PIV   | Pedro Toro        | 24.03.91 |  |  |
| 20 | Brasile (bandiera)  | POR   | Christian Bertoni | 19.03.75 |  |  |
| 29 | Spagna (bandiera)   | LAT   | Alejandro Vega    | 12.01.85 |  |  |

## Under-21
| N° | Naz.              | Ruolo | Sportivo             | Anno     |  |  |
| -- | ----------------- | ----- | -------------------- | -------- |  |  |
| 4  | Italia (bandiera) | LAT   | Mattia D'Avalos      | 29.11.94 |  |  |
| 7  | Italia (bandiera) | LAT   | Michele Pantanella   | 16.03.94 |  |  |
| 8  | Italia (bandiera) | LAT   | Gennaro Canneva      | 17.11.95 |  |  |
| 11 | Italia (bandiera) | DIF   | Antonio Pazzi        | 21.09.94 |  |  |
| 12 | Italia (bandiera) | POR   | Jurij Bellobuono     | 22.01.98 |  |  |
| 16 | Italia (bandiera) | LAT   | Salvatore Vicidomini | 06.03.96 |  |  |
| 18 | Italia (bandiera) | LAT   | Mariano Murolo       | 24.08.96 |  |  |
| 22 | Italia (bandiera) | POR   | Vittorio Liccardo    | 19.04.96 |  |  |
| 24 | /                 | LAT   | William Rocha        | 28.01.98 |  |  |

## Risultati

### Serie A

#### Girone di andata
| Arbitri: | Angelo Galante (Ancona) Ferruccio Prisma (Crotone) |
| Crono:   | Simone Micciulla (Roma 2)                          |

|                                                                                  |           |               |
| Nicolodi 13'43'’ 32'34'’ (rig.) Canal 35'34'’ Ercolessi 37'21'’ Leggiero 39'33'’ | Marcatori | 23'04'’ Botta |

| Arbitri: | Mauro Albertini (Ascoli Piceno) Andrea Sabatini (Bologna) |
| Crono:   | Enrico Pagano (Torre Annunziata)                          |

|                                               |           | |
| Milucci 29'48'’ Adami 37'24'’ Milucci 37'56'’ | Marcatori | 1'01'’ Perić 9'53'’, 17'01'’ Chimanguinho 17'48'’ 19'30'’ (t.l.) Daví 31'23'’, 35'20'’, 36'47'’ Crema 39'01'’ Chimanguinho |

| Arbitri: | Daniele Di Resta (Roma 2) Francesca Muccardo (Roma 1) |
| Crono:   | Francesco Scarpelli (Padova)                          |

|                                                                                                  |           |                    |
| Caverzan 8'17’’ Giasson 14'40’’ Waltinho 29'37’’ Honorio 33'08’’ Héctor 35'58’’ Da Silva 39'21’’ | Marcatori | 24'08’’ Marcelinho |

| Arbitri: | Francesco Peroni (Città Di Castello) Marco Delpiano (Cagliari) |
| Crono:   | Maurizio Rago (Battipaglia)                                    |

|                                            |           |                                                                      |
| Bico 6'24'’ Milucci 27'36'’ 29'21'’ (rig.) | Marcatori | 4'05'’ Marquinho 9'32'’ (aut.) Costa 9'39'’ Chilelli 12'45'’ Corsini |

| Arbitri: | Francesco Cirillo (Rovereto) Leonardo Gaetani (San Benedetto Del Tronto) |
| Crono:   | Nicola Doneddu (Nuoro)                                                   |

|                                     |           |                                     |
| Rufine 0'44'’ Rocha 2'27'’, 22'10'’ | Marcatori | 2’ Botta 33'39'’ Adami 37'57'’ Bico |

| Arbitri: | Fabio Gelonese (Saronno) Alessandro Merenda (Reggio Calabria) Giovanni Beneduce (Nola) |
| Crono:   | Salvatore Minichini (Ercolano)                                                         |

|                                                 |           |                                                |
| Bico 7'58'’ Milucci 20'56'’ (rig.) Bico 34'46'’ | Marcatori | 2'28'’ Leitão 7'32'’ Cuzzolino 28'20'’ Borruto |

| Arbitri: | Gennaro Luca De Falco (Catanzaro) Francesco Nitti (Barletta) |
| Crono:   | Rocco Morabito (Vercelli)                                    |

|                                       |           |  |
| Ramon 3'40'’ Wilhelm 14'48'’, 31'35'’ | Marcatori |  |

| Arbitri: | Alessandro Malfer (Rovereto) Giuseppe Di Gregorio (Enna) Daniele Fratangeli (Frosinone) |
| Crono:   | Vincenzo Francese (Battipaglia)                                                         |

|              |           |                            |
| Adami 9'22'’ | Marcatori | 35'29'’ Avellino 40’ Maina |

| Arbitri: | Francesca Muccardo (Roma 1) Daniele Fratangeli (Frosinone) Gennaro Luca De Falco (Catanzaro) |
| Crono:   | Antonio Annunziato Belsito (Lamezia Terme)                                                   |

|                                |           |                                 |
| Pereira 13'26'’ Vieira 37'43'’ | Marcatori | 21'47'’, 26'38'’ (rig.) Milucci |

| Arbitri: | Carmelo Loddo (Reggio Calabria) Vincenzo Giannantonio (Campobasso) |
| Crono:   | Antonio Marino (Agropoli)                                          |

|                               |           | |
| Bico 20'41'’ Galletto 36'02'’ | Marcatori | 12'33'’ (aut.) Marcelinho 12'59'’, 24'36'’ Kaká 31'57'’ Tuli 34'01'’ Pedotti 34'27'’ E. Bertoni 35'36'’ Laion |

#### Girone di ritorno
| Arbitri: | Vincenzo Tafuro (Brindisi) Walter Mameli (Cagliari) Nicola Maria Manzione (Salerno) |
| Crono:   | Luca Vincenzo Caracozzi (Foggia)                                                    |

|                                                                                  |           |                                            |
| R. Bertoni 8'44’’ Leggiero 20’ (aut.) Galletto 29'42’’ Bico 33'37'’ Toro 37'13'’ | Marcatori | 5'20’’ Salas 23'06'’ Rogério 35'20’’ Canal |

| Arbitri: | Luca Gennaro De Falco (Catanzaro) Francesco Scarpelli (Padova) |
| Crono:   | Francesca Muccardo (Roma 1)                                    |

|                                       |           |                                             |
| Alemão 18'47'’ Crema 23'13'’, 35'47'’ | Marcatori | 13'13'’ Rodríguez 29'03'’ Bico 35'45'’ Toro |

| Arbitri: | Daniele Ferretti (Roma 1) Andrea Sabatini (Bologna) |
| Crono:   | Giovanni Beneduce (Nola)                            |

|                                    |           |                                                                 |
| Milucci 27'10'’ R. Bertoni 38'48'’ | Marcatori | 1'52’’ Waltinho 4'14'’ Fabiano 20'31’’ Honorio 32'42’’ Waltinho |

| Arbitri: | Giuseppe Di Gregorio (Enna) Francesco Peroni (Città di Castello) |
| Crono:   | Luca Di Stefano (Albano Laziale)                                 |

|                                                                                 |           |                                                                           |
| Paulinho 14'05'’ De Bail 16'25'’, 29'25'’ Paulinho 33'05'’, 36'53'’, 39’ (rig.) | Marcatori | 18'17'’ (t.l.), 23'15'’ Toro 27'31'’ Milucci 30'16'’ Bico 38'37'’ Milucci |

| Arbitri: | Luca Bizzotto (Castelfranco Veneto) Gianni Maurizio Vecchione (Terni) |
| Crono:   | Alessandro Ribaudo (Frosinone)                                        |

|                                                                                               |           |                            |
| Galletto 8'26'’ Botta 16'29'’ Toro 24'40'’ Milucci 29'31'’ Toro 34'59'’, 36'38'’ Galletto 39’ | Marcatori | 6'36'’ Massa 16'57'’ Rocha |

| Arbitri: | Giuseppe Parente (Como) Daniele Fratangeli (Frosinone) |
| Crono:   | Pierluigi Tomassetti (Ascoli Piceno)                   |

|                                                                                          |           |                                                          |
| De Oliveira 1'22'’ Cavinato 9'12'’ Calderolli 25'29'’ De Oliveira 28'27'’ Murilo 29'47'’ | Marcatori | 11'33'’ Vega 33'02'’ Toro 34'01'’ Rodríguez 35'33'’ Vega |

| Arbitri: | Filippo Ragalà (Bologna) Francesca Muccardo (Roma 1) |
| Crono:   | Giovanni Beneduce (Napoli)                           |

|                           |           |               |
| Vega 11'59'’ Toro 32'05'’ | Marcatori | 5'55'’ Torrás |

| Arbitri: | Mauro Albertini (Ascoli Piceno) Michele Bensi (Grosseto) |
| Crono:   | Giovanni Nero (Latina)                                   |

|                                                                                                  |           |                            |
| Menini 5'13'’ Maina 6'31'’, 18'55'’ Battistoni 19'24'’ Maina 30'28'’ Battistoni 32'40'’, 35'04'’ | Marcatori | 11'29'’, 22'44'’, 35’ Toro |

| Arbitri: | Alessandro Malfer (Rovereto) Andrea Campi (Ciampino) |
| Crono:   | Antonio Sessa (Foggia)                               |

|                                            |           |                                         |
| Toro 4'19'’ Rodríguez 18'38'’ Vega 35'36'’ | Marcatori | 20'14'’ (aut.) Botta 25'30'’ Leandrinho |

| Arbitri: | Walter Mameli (Cagliari) Damiano Calaprice (Bari) |
| Crono:   | Andrea Sabatini (Bologna)                         |

|                                          |           |                                                               |
| Espíndola 17'48'’ Titon 39'37'’ Kaká 40’ | Marcatori | 1'30'’ Rodríguez 22'16'’ Toro 37'09'’ Bico 38'51'’ R. Bertoni |

### Winter Cup
| Arbitri: | Francesco Bertini (Empoli) Marco Messina (Vasto) |
| Crono:   | Fabrizio Burattoni (Lugo di Romagna)             |

|                                                 |           |               |
| Kaká 14'21'’ Coco 33'36'’, 34'18'’ Tuli 35'20'’ | Marcatori | 13'13'’ Botta |